# Affaire Profumo
L'affaire Profumo est un scandale politique qui éclate au Royaume-Uni en 1963.
Elle trouve son origine deux ans plus tôt avec la brève liaison entre John Profumo, secrétaire d'État à la Guerre dans le gouvernement conservateur de Harold Macmillan (au pouvoir depuis 1957), et Christine Keeler, une mannequin de 19 ans. Profumo, qui est marié, nie d'abord toute relation avec Keeler lors d'une déclaration solennelle devant la Chambre des communes. Il se rétracte quelques mois plus tard et démissionne de son poste gouvernemental. Les répercussions de l'affaire fragilisent l'assurance de Macmillan, qui renonce à sa fonction de Premier ministre en octobre 1963. La réputation du Parti conservateur en ressort entachée et il est possible que l'affaire Profumo ait contribué à la victoire travailliste aux élections générales de 1964.
L'intérêt du public pour cette affaire est accru par l'existence d'une relation parallèle entre Keeler et l'attaché soviétique Evgueni Ivanov susceptible d'impliquer la divulgation de secrets d'État. L'affaire attire également l'attention sur Stephen Ward, ostéopathe célèbre qui a présenté la jeune fille à Profumo et à Ivanov. Ses affaires sont scrutées de près par la police et il est accusé d'avoir joué les proxénètes pour Keeler et son amie Mandy Rice-Davies. Ayant l'impression de servir de bouc-émissaire, il se suicide juste avant d'être reconnu coupable.
L'enquête menée par le juge Alfred Denning conclut que le lien avec Ivanov n'a donné lieu à aucune fuite, mais son rapport est considéré après sa publication comme superficiel et incomplet. Après l'affaire, Profumo s'efforce d'atteindre une rédemption personnelle en se consacrant à l'organisation caritative Toynbee Hall. Keeler ne parvient pas à se détacher de l'image négative donnée d'elle par la presse, la justice et le Parlement. Elle offre par la suite des récits contradictoires de l'affaire qui remettent en cause les conclusions du juge Denning. La condamnation de Ward est décrite a posteriori comme une revanche de l'establishment et un déni de justice. Son cas est soumis à la Criminal Cases Review Commission en 2013, mais cet organe estime qu'il n'y a pas lieu de le renvoyer devant la Cour d'appel.
L'affaire Profumo a donné lieu à plusieurs adaptations, notamment le film Scandal (1989), la comédie musicale Stephen Ward (2013) et la série télévisée The Trial of Christine Keeler (2019-2020).

## Contexte
Le début des années 1960 est marqué au Royaume-Uni par la révélation de plusieurs affaires concernant des espions soviétiques sur le sol britannique. Le réseau de Portland (en) est démantelé en 1961 tandis que l'agent double George Blake est démasqué et condamné la même année. En 1962, un employé de l'Amirauté nommé John Vassall (en) est arrêté à son tour : les Soviétiques l'ont contraint à espionner pour leur compte en menaçant de révéler son homosexualité. Il est condamné à dix-huit ans de prison. La presse laisse entendre que Vassall a été protégé par ses supérieurs, ce qui incite son ancien ministre de tutelle Tam Galbraith, devenu entretemps sous-secrétaire d'État pour l'Écosse du gouvernement conservateur de Harold Macmillan, à démissionner en attendant le résultat de l'enquête publique. Celle-ci, menée par le juge Cyril Radcliffe, exonère Galbraith et donne même lieu à l'incarcération de deux journalistes, Brendan Mulholland et Reg Foster (en), qui ont refusé de divulguer les sources de leurs allégations sensationnalistes et sans preuves au sujet de la vie privée de Vassall. Cette décision entache sérieusement les relations entre la presse et le gouvernement Macmillan. Aux yeux du grand public, Mulholland et Foster deviennent des martyrs de la liberté de la presse et du secret des sources. Leur confrère Paul Johnson prévient dans les colonnes du New Statesman que « tout ministre ou député tory impliqué dans un scandale d'ici l'année prochaine ne peut s'attendre à aucun traitement de faveur ».

## Les protagonistes

### John Profumo

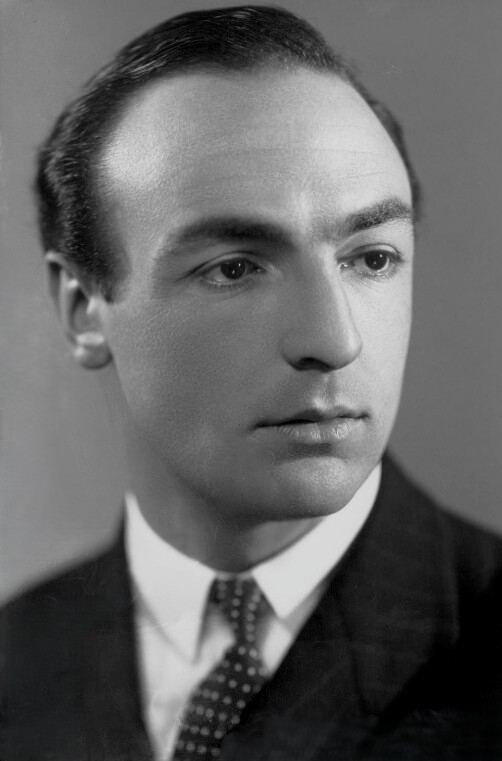
John Profumo en 1938.

Né en 1915, John Profumo est issu d'une famille de la petite noblesse italienne. Il hérite du titre de baron Profumo à la mort de son père, en 1940, et entre à la Chambre des communes la même année en tant que député conservateur de Kettering. Il cumule ses fonctions politiques avec son service dans la cavalerie au sein du régiment du Northamptonshire Yeomanry (en) jusqu'à la fin de la Seconde Guerre mondiale, qu'il termine avec le grade de brigadier. Lors des élections générales de 1945, il perd son siège de député, mais il est réélu en 1950 dans la circonscription de Stratford-on-Avon. Bien qu'il se marie en 1954 avec l'actrice Valerie Hobson, il entretient apparemment plusieurs relations extraconjugales en prétextant des séances tardives du Parlement.
À partir de 1951, il occupe une série de postes mineurs dans les gouvernements conservateurs successifs et finit par être promu en 1960 secrétaire d'État à la Guerre, un poste important bien qu'en-dehors du cabinet, le conseil le plus proche du Premier ministre Harold Macmillan. Les forces armées britanniques connaissent alors une période de transition avec la fin de la conscription et le développement d'une armée professionnelle. Profumo est surveillé de près par son pendant travailliste, l'ancien soldat de métier George Wigg,.

### Christine Keeler et Mandy Rice-Davies
Christine Keeler, née en 1942, arrête ses études à l'âge de 15 ans. Dépourvue de qualifications, elle enchaîne les petits boulots dans des boutiques, des bureaux et des cafés, mais elle ambitionne de devenir mannequin. En août 1959, elle trouve un emploi comme danseuse topless au Murray's, cabaret chic du quartier londonien de Soho. Elle fait peu après la connaissance d'un client du Murray's, l'ostéopathe Stephen Ward. Séduite, elle accepte d'emménager chez lui, mais leur relation reste platonique d'après elle, proche de celle qui unit un frère et une sœur.
Elle quitte Ward au bout de quelques mois pour devenir la maîtresse du magnat de l'immobilier Peter Rachman (en), puis emménage avec Mandy Rice-Davies, une autre danseuse du Murray's de deux ans sa cadette qui partage également le lit de Rachman et de Ward. Les deux jeunes filles abandonnent leur emploi au cabaret pour tenter en vain de s'établir comme mannequins indépendantes,. Keeler s'installe de temps à autre chez ses petits amis du moment, mais elle revient régulièrement vivre chez Ward, qui a acheté une maison sur Wimpole Mews (en), à Londres. Elle y fait la connaissance des amis de l'ostéopathe, notamment le vicomte William Astor, un patient de Ward qui est aussi un allié politique de Profumo,. Elle passe souvent ses week-ends dans la petite maison au bord de l'eau que Ward loue dans le domaine de Cliveden, une propriété d'Astor dans le comté du Buckinghamshire.

### Stephen Ward et Evgueni Ivanov

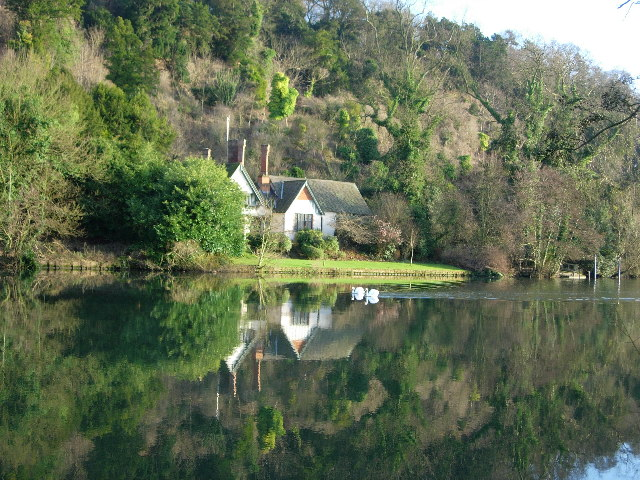
Spring Cottage, la petite maison louée par Stephen Ward à Cliveden.

Né en 1912 dans le Hertfordshire, Stephen Ward étudie l'ostéopathie aux États-Unis. Après la Seconde Guerre mondiale, il ouvre un cabinet sur Cavendish Square, dans le quartier londonien de Marylebone. Il ne tarde pas à se faire un nom et compte de grands noms parmi sa clientèle. Bénéficiant d'un certain charisme, il devient une figure de la société mondaine de Londres. Il suit des cours de dessin à la Slade School of Fine Art sur son temps libre et commence à produire des portraits dont la vente lui apporte des revenus supplémentaires. En 1960, le magazine The Illustrated London News lui commande une série de portraits de célébrités nationales et internationales, parmi lesquelles des membres de la famille royale britannique comme le prince Philip et la princesse Margaret.
Ward souhaite se rendre en Union soviétique pour réaliser le portrait de membres du Politburo. L'un de ses patients, le rédacteur en chef du Daily Telegraph Colin Coote, organise une rencontre avec Evgueni Ivanov, attaché militaire à l'ambassade d'U.R.S.S. à Londres. Grâce à l'agent double Oleg Penkovsky, le Security Service sait qu'Ivanov est en réalité un agent du GRU, c'est-à-dire le renseignement militaire soviétique. Ward et Ivanov se lient d'amitié et le second rend souvent visite au premier à Wimpole Mews, où il fait la connaissance de Christine Keeler et de Mandy Rice-Davies. Il lui arrive aussi d'être invité aux fêtes organisées par Ward le week-end dans sa petite maison de Cliveden. Le MI5 (service du renseignement britannique) considère Ivanov comme un transfuge potentiel et cherche à utiliser Ward pour l'encourager à franchir le pas. Un officier traitant, connu sous le nom de code « Woods », lui est adjoint à cette fin,. Le Foreign Office, organe gouvernemental chargé des affaires extérieures, utilise par la suite Ward comme canal de diplomatie parallèle avec l'Union soviétique via Ivanov. C'est ainsi que l'ostéopathe est impliqué dans des négociations officieuses au moment de la crise des missiles de Cuba en 1962. Toutefois, son amitié avec Ivanov donne lieu à des doutes sur sa loyauté : il est établi qu'il répond volontiers aux questions que son ami russe lui pose sur la politique étrangère britannique.

## Origines

### Le week-end de Cliveden

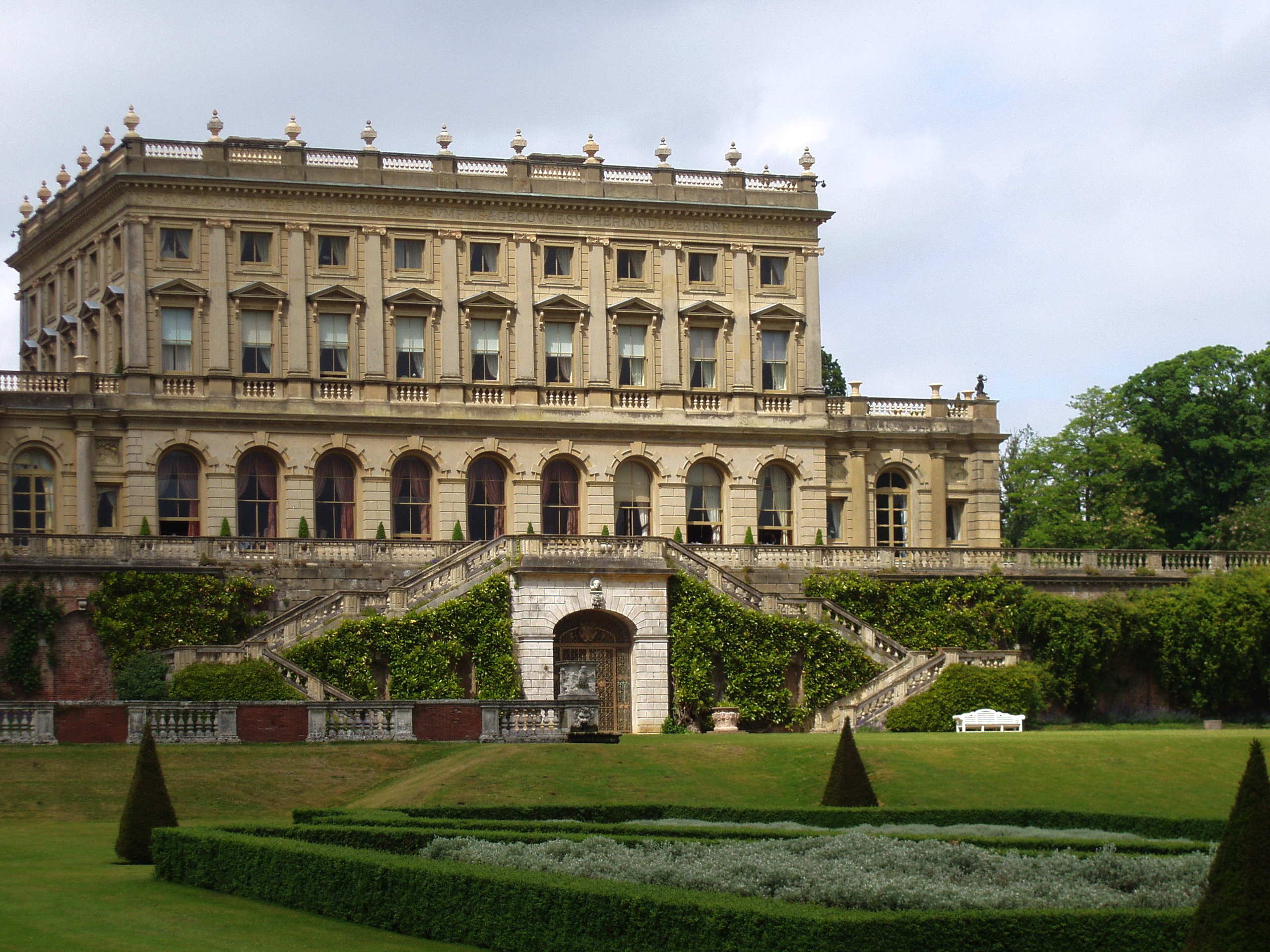
Le manoir de Cliveden, où Profumo rencontre Keeler.

Christine Keeler fait partie des invités de Stephen Ward dans sa petite maison de Cliveden lors du week-end des 8 et 9 juillet 1961. Au même moment, le manoir de Cliveden est le théâtre d'une grande fête organisée en l'honneur du président pakistanais Muhammad Ayub Khan par le vicomte Astor. John et Valerie Profumo y assistent. Les convives d'Astor et ceux de Ward se réunissent autour de la piscine du manoir, que Ward et ses invités ont la permission d'utiliser. C'est à cette occasion que Profumo rencontre pour la première fois Keeler, alors que celle-ci, qui vient de nager nue dans la piscine, tente de se couvrir d'une serviette trop petite. Par la suite, il la décrit à son fils comme « une très jolie jeune fille, très gentille ». De son côté, Keeler ignore qui il est, mais elle est impressionnée d'avoir affaire au mari d'une célèbre actrice et décide de « s'amuser un peu » avec lui. Cette version des faits est mise en doute par le député William Shepherd (en), selon qui Profumo aurait visité le Murray's pendant que Keeler y travaillait et aurait fait sa connaissance avant la fête de Cliveden. Le pistolet utilisé lors de l'incident du 14 décembre 1962 lui aurait également appartenu à l'origine.
Le lendemain après-midi, les deux groupes de convives se retrouvent autour de la piscine, rejoints par Ivanov qui est arrivé dans la matinée. S'ensuit ce que le rapport d'Alfred Denning décrit comme « une fête légère et joyeuse où chacun portait un maillot de bain et où il ne se passa rien d'indécent ». Profumo est très attiré par Keeler et promet de la recontacter. Après la fête, Ward demande à Ivanov de raccompagner la jeune fille à Londres. D'après elle, ils auraient couché ensemble à cette occasion. Cependant, elle ne se vante de cette conquête que dix-huit mois plus tard, contrairement à son habitude, ce qui pourrait impliquer qu'il ne s'est rien passé entre eux,.
Ward fait son rapport au MI5 sur les événements du week-end le 12 juillet. Il raconte à Woods la rencontre entre Ivanov et Profumo et l'intérêt que ce dernier porte à Keeler. Il rapporte aussi que l'attaché russe a essayé de lui soutirer des informations concernant le réarmement de l'Allemagne de l'Ouest avec des armes nucléaires. Le MI5 ne s'en émeut guère, de telles questions étant attendues de la part d'un agent du GRU. En revanche, l'irruption de Profumo risque de compliquer la tâche des services de renseignement, qui comptaient utiliser Keeler comme appât pour sceller la défection d'Ivanov. Woods en réfère donc au directeur du MI5 Roger Hollis.

### L'adultère

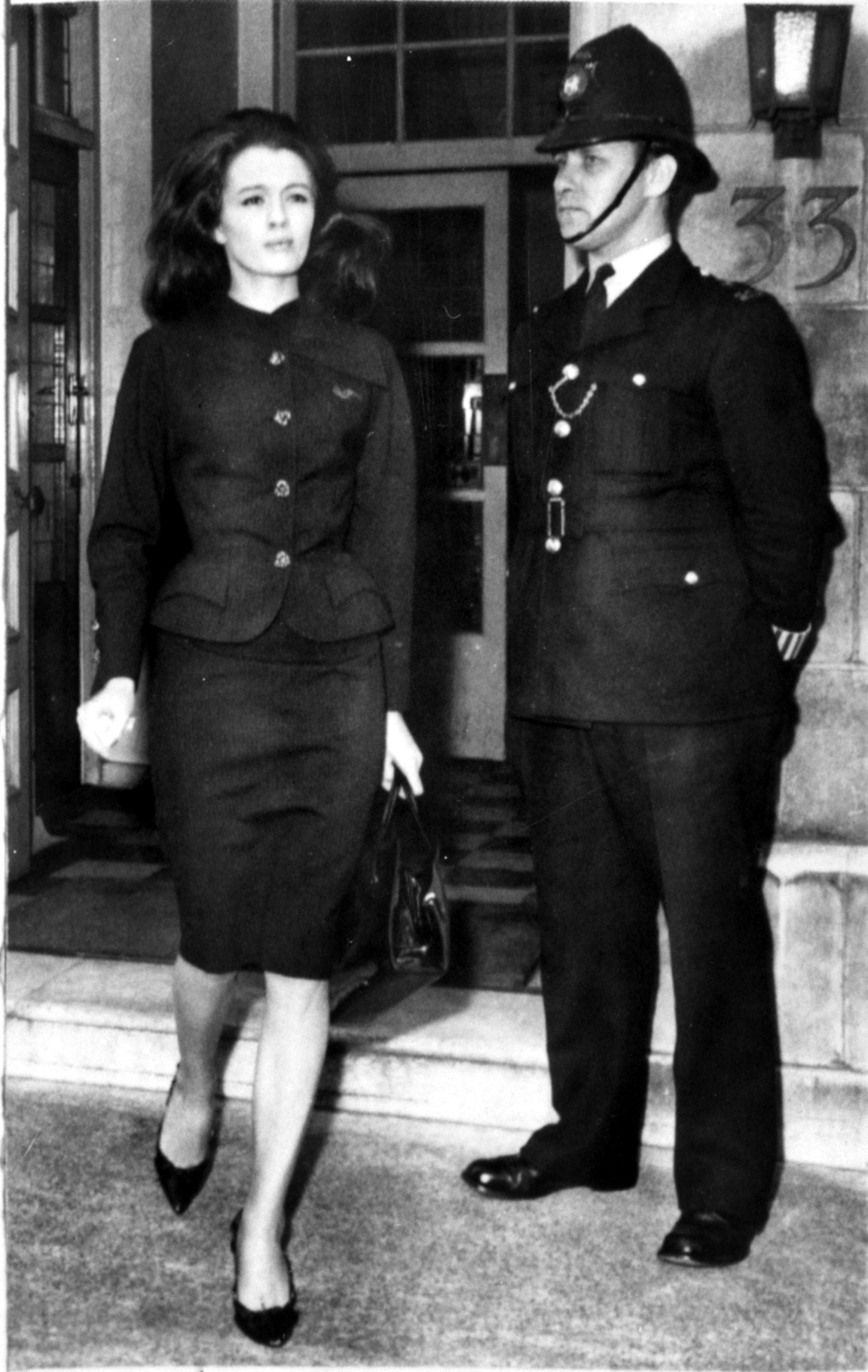
Christine Keeler en 1963.

Profumo contacte Keeler quelques jours après la fête de Cliveden. Leur aventure est de courte durée : quelques semaines, tout au plus quelques mois (avec une passion toujours diminuant) jusqu'en décembre 1961,,, même si un témoin affirme les avoir vus ensemble au lit durant l'été 1962. Keeler la décrit comme dépourvue de sentiments et d'attentes, un « coup de commodité », bien que selon elle, Profumo ait souhaité une relation de longue durée et lui aurait proposé un appartement. Vingt ans après les faits, Profumo décrit Keeler comme une jeune fille qui semblait « aimer le sexe », mais « totalement dépourvue d'éducation » et dont les sujets de conversation se limitent au maquillage, à la coiffure et à la musique.
Les deux amants se retrouvent le plus souvent à Wimpole Mews en l'absence de Ward. Une fois, Profumo profite d'une absence de sa femme pour inviter Keeler dans sa maison de Chester Terrace, à Regent's Park. Une autre fois, il emprunte la Bentley de son collègue John Hare pour lui faire faire un tour de Londres. En une occasion, ils prennent un verre avec le vicomte George Ward, ancien secrétaire d'État de l'air. Durant cette période, Profumo fait quelques petits cadeaux à Keeler et lui offre 20 livres comme cadeau pour sa mère. Keeler affirme qu'elle n'a jamais essayé de soutirer à Profumo des informations concernant le déploiement d'armes nucléaires, contrairement à ce que lui avait demandé Ward. Profumo est lui aussi catégorique quant au fait qu'aucune conversation à ce sujet n'a jamais eu lieu entre eux.
Le 9 août, le secrétaire du cabinet Norman Brook a un entretien informel avec Profumo. Mis au courant par Hollis des relations entre le secrétaire d'État et l'entourage de Ward, Brook avertit Profumo de la situation périlleuse dans laquelle il se trouve, le MI5 n'étant pas assuré de la fiabilité de Ward. Il est possible que Brook ait demandé à Profumo de faciliter la défection d'Ivanov, ce que le secrétaire d'État refuse. Brook ne donne pas l'impression d'être au courant de sa relation avec Keeler, mais Profumo le soupçonne peut-être de savoir. Le même jour, il écrit à la jeune fille pour annuler leur rendez-vous du lendemain. Cette « lettre Darling » (ainsi surnommée d'après son premier mot) est parfois interprétée comme marquant la fin de leur relation. D'après Keeler, leur séparation prend place à une date ultérieure, après qu'elle a refusé à plusieurs reprises de cesser de vivre avec Ward,.

## Le scandale

### Aloysius Gordon et Johnny Edgecombe

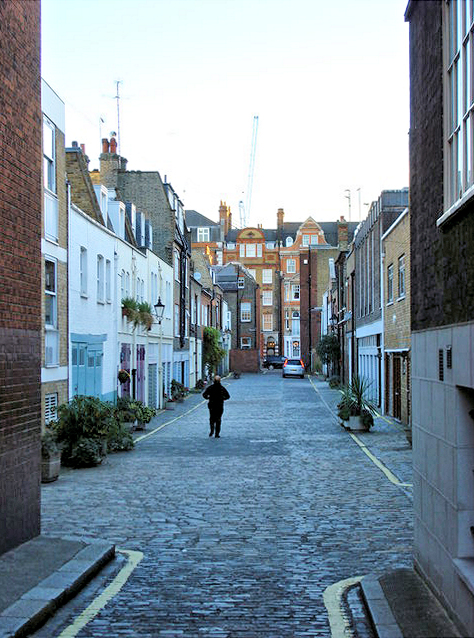
Wimpole Mews.

En octobre 1961, Keeler accompagne Ward à Notting Hill, un quartier pauvre de Londres qui abonde en clubs de musique antillaise et vendeurs de cannabis,. Au Rio Café, ils font la connaissance d'Aloysius Gordon (en), surnommé « Lucky », un chanteur de jazz jamaïcain au caractère violent, déjà condamné pour de petits délits. Keeler commence à le fréquenter. Par la suite, elle témoigne que leur relation est autant marquée par la violence de Gordon que par sa tendresse. Il se montre très possessif et jaloux, s'en prend à son entourage et l'appelle à des heures indues. En novembre, la jeune fille quitte Wimpole Mews pour s'installer dans un appartement de Dolphin Square (en), dans le quartier de Pimlico, où elle accueille ses amis et (peut-être) des clients. Gordon continue à la harceler, ce qui lui vaut d'être interrogé par la police, mais Keeler finit par renoncer aux poursuites contre lui,.
La première allusion à un triangle amoureux Profumo-Keeler-Ivanov apparaît dans la rubrique potins du magazine Queen en juillet 1962. Keeler se trouve alors à New York, où elle tente sans succès de lancer sa carrière de mannequin avec Mandy Rice-Davies. À son retour en Grande-Bretagne, pour se défendre contre les menaces de Gordon, elle noue une relation avec Johnny Edgecombe (en), un ancien marin originaire d'Antigua avec qui elle vit quelque temps à Brentford, à l'ouest de Londres. Mais Edgecombe se montre tout aussi jaloux que Gordon et les deux hommes en viennent aux mains le 27 octobre 1962. Gordon reçoit un coup de couteau durant cette échauffourée. Keeler rompt avec Edgecombe peu après en raison de son attitude possessive.
Le 14 décembre 1962, Keeler et Rice-Davies se trouvent au 17 Wimpole Mews lorsque Edgecombe arrive et exige de voir Keeler. Lorsqu'elles refusent de le laisser entrer, il tire plusieurs coups de feu dans la porte d'entrée. Il est arrêté peu après et inculpé pour tentative de meurtre, entre autres accusations. Dans les entrefilets que la presse consacre à cette affaire, Keeler est décrite comme « mannequin indépendante » tandis que « mademoiselle Marilyn Davies » est qualifiée d'« actrice ». Après cet incident, Keeler commence à parler librement de Ward, Profumo, Ivanov et Edgecombe. L'une des personnes à qui elle se confie est l'ancien député travailliste John Lewis (en), qu'elle rencontre par hasard dans une boîte de nuit. Ennemi de longue date de Ward, Lewis transmet les informations qu'il a recueillies auprès de la jeune fille à son ancien collègue George Wigg, qui entame alors ses propres recherches.

### La pression monte
Le 22 janvier 1963, Ivanov est rappelé par le gouvernement soviétique, qui pressent un scandale. Consciente de l'intérêt croissant du public, Keeler essaie de vendre son histoire aux journaux nationaux. Cependant, l'enquête en cours du juge Radcliffe sur le comportement de la presse pendant l'affaire Vassall rend la presse nerveuse. Seuls deux titres se montrent intéressés par l'histoire de Keeler : Sunday Pictorial et News of the World. Le deuxième refusant de faire monter les enchères, Keeler accepte l'offre du Sunday Pictorial, soit 200 £ immédiatement et 800 £ supplémentaires au moment de la publication. Le journal conserve également une copie de la lettre Darling. News of the World prévient alors Ward et Astor (dont Keeler a mentionné les noms), qui avertissent à leur tour Profumo. Les avocats du secrétaire d'État tentent de convaincre Keeler de ne pas publier son histoire, mais elle exige une compensation si élevée qu'ils envisagent de la poursuivre pour tentative d'extorsion. Ward écrit au Pictorial pour leur indiquer que l'histoire de Keeler est en grande partie fausse et les menacer d'un procès si elle est publiée. Le journal se rétracte tout en laissant ses 200 £ à la jeune fille.
Keeler communique les détails de sa liaison avec Profumo à un officier de police qui ne les transmet pas au MI5, ni aux autorités légales,. La rumeur est alors parvenue aux oreilles de nombreux collègues de Profumo et l'existence d'une lettre potentiellement incriminante n'est plus un secret non plus. Ses dénégations sont cependant acceptées par les principaux conseillers juridiques du gouvernement et par le whip en chef conservateur, avec un scepticisme tacite. Conscient des dégâts causés à Galbraith par de simples rumeurs, Macmillan est bien décidé à soutenir son secrétaire d'État et ne prend aucune mesure. Le journaliste Andrew Roth (en) publie un résumé assez explicite des allégations concernant Profumo dans sa lettre d'information Westminster Confidential le 4 mars, mais les avocats de Profumo conseillent à leur client de ne pas intenter de procès à Roth eu égard à la circulation confidentielle de ce document,.
Le procès d'Edgecombe débute le 14 mars, mais Keeler, l'un des témoins cruciaux de la Couronne, est introuvable. Son absence fait les choux gras de la presse. Tout en évitant d'accuser directement Profumo d'être impliqué dans la disparition de son ancienne maîtresse, les journaux y font très fortement allusion en juxtaposant astucieusement manchettes et photos sur leurs unes. Malgré l'absence de Keeler, le procès suit son cours et Edgecombe est reconnu coupable d'un chef d'accusation moindre, celui de possession d'arme à feu avec l'intention de menacer la vie d'autrui. Il est condamné à sept ans de prison. Quelques jours après, le numéro du 21 mars du magazine satirique Private Eye publie le résumé le plus détaillé des rumeurs à ce jour, les principaux protagonistes apparaissant de manière à peine dissimulée sous les noms « Mr James Montesi », « Miss Gaye Funloving », « Dr Spook » et « Vladimir Bolokhov ».

### La déclaration personnelle de Profumo
Les collègues du travailliste Harold Wilson, récemment élu chef de l'opposition, lui recommandent d'abord de rester à l'écart de l'enquête de Wigg sur Profumo. Le parti change d'avis le 21 mars, au moment où les rumeurs autour du « témoin manquant » atteignent leur paroxysme. Pendant un débat à la Chambre des communes, Wigg utilise le privilège parlementaire pour demander au secrétaire d'État à l'Intérieur Henry Brooke de démentir catégoriquement les rumeurs qui relient « un ministre » à Keeler, Rice-Davies et Edgecombe. Il ne mentionne pas le nom de Profumo, qui n'assiste pas à cette séance parlementaire. Un peu plus tard, la députée travailliste Barbara Castle fait allusion au « témoin manquant » et à une possible entrave à la justice,. Le secrétaire d'État Brooke se refuse au moindre commentaire.
Au terme du débat, les conseillers juridiques du gouvernement se réunissent avec le responsable du groupe conservateur au Parlement et décident que Profumo doit faire une déclaration personnelle devant la Chambre pour proclamer son innocence. La tradition veut que ces déclarations, généralement faites en l'honneur du député concerné, soient acceptées par ses pairs sans question. Profumo et ses avocats rencontrent des responsables ministériels le matin du 22 mars pour se mettre d'accord sur la formulation idoine avant que le secrétaire d'État ne fasse sa déclaration devant une Chambre comble. Il reconnaît être l'ami de Keeler et Ward, mais précise qu'il n'a pas vu la première depuis décembre 1961. Il admet aussi avoir rencontré à deux reprises « un monsieur Ivanov » durant cette même année 1961. Il nie toute inconduite dans ses relations avec Keeler et brandit la menace de poursuites judiciaires dans l'éventualité où ces « allégations scandaleuses » seraient répétées. Dans l'après-midi, Profumo est photographié à l'hippodrome de Sandown Park en compagnie de la reine mère Elizabeth Bowes-Lyon.
Si l'affaire est officiellement close, le doute subsiste dans l'esprit de nombreux députés qui gardent le silence pour le moment. Dans la presse, seul The Guardian accepte sans réserves la déclaration de Profumo, les autres titres restant neutres,. Leur attention est distraite quelques jours plus tard par la réapparition soudaine de Keeler à Madrid. Elle s'étonne du fracas causé par son absence, confirme que son amitié avec les Profumo était parfaitement innocente et annonce qu'elle possède des amis très haut placés. Elle conteste avoir quitté le pays pour éviter le procès d'Edgecombe et affirme s'être simplement trompée de date. Hormis le prélèvement de sa caution de 40 £, aucune procédure n'est engagée contre elle.

## La révélation

### Enquêtes et démissions

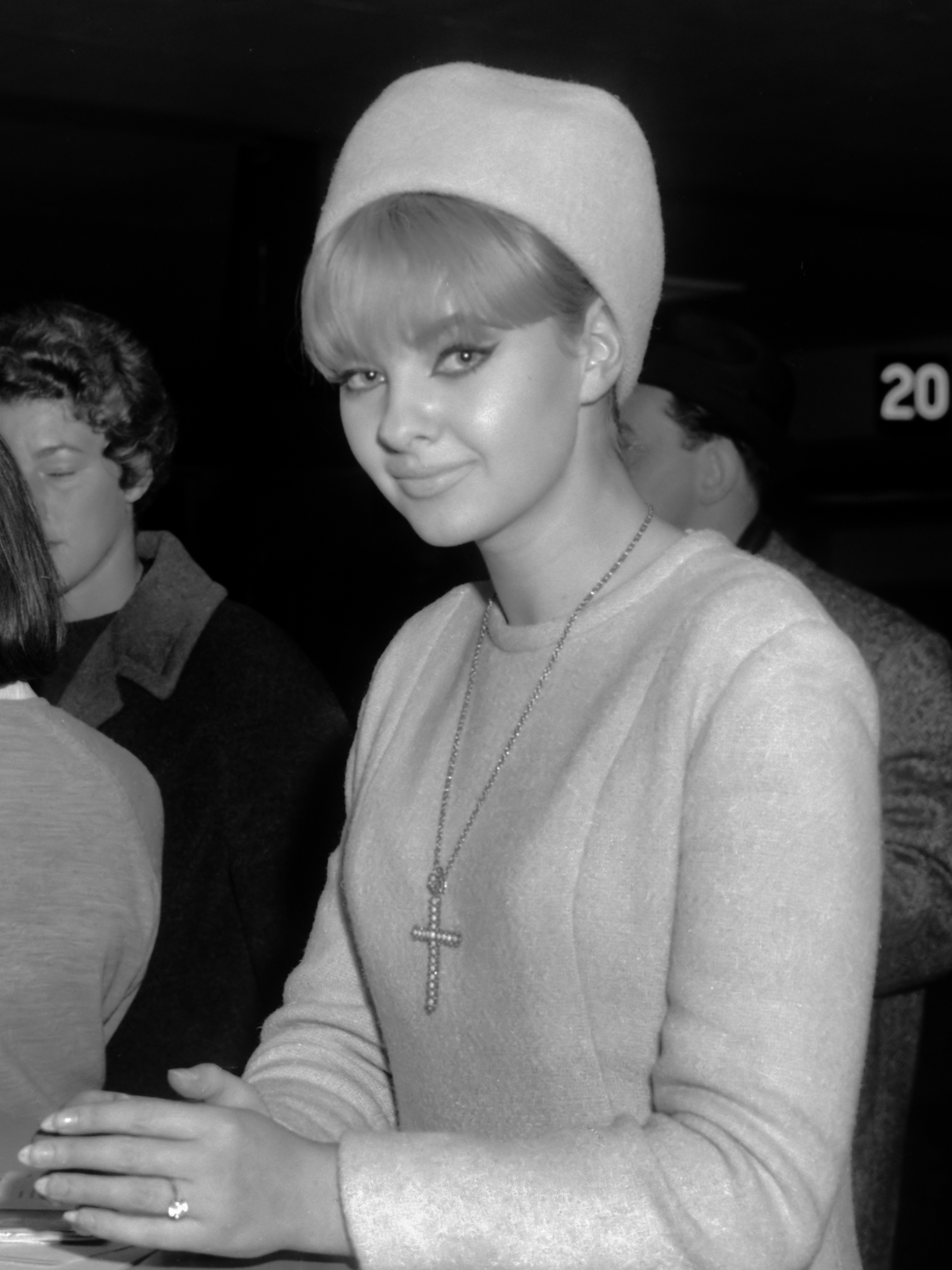
Mandy Rice-Davies en 1964.

Peu après la déclaration de Profumo, Stephen Ward est interviewé sur Independent Television News. Il confirme la version du secrétaire d'État et rejette toutes les rumeurs et insinuations. L'État commence à s'intéresser à ses faits et gestes et la Metropolitan Police entame une enquête le 1er avril 1963. Les forces de police interrogent 140 amis, associés et patients de l'ostéopathe, surveillent son domicile 24 heures sur 24 et placent son téléphone sur écoute, ce qui requiert l'autorisation directe du secrétaire d'État à l'intérieur. Keeler fait partie des personnes interrogées. Dans sa déposition, elle contredit les affirmations faites à la presse peu de temps auparavant. Elle déclare avoir couché avec Profumo et mentionne des détails concernant l'intérieur de sa maison de Chester Terrace pour confirmer son récit. La police met la pression sur les témoins récalcitrants. Arrêtée pour un défaut de permis de conduire, Mandy Rice-Davies est ainsi détenue pendant huit jours à la prison de Holloway jusqu'à ce qu'elle accepte de témoigner contre Ward,. Profumo remporte quant à lui une action en justice contre les distributeurs britanniques d'un magazine italien ayant publié un article évoquant sa culpabilité. Il reverse la somme obtenue à cette occasion à une organisation caritative de l'armée. Cela ne dissuade pas Private Eye d'inclure un personnage nommé « Sextus Profano » dans sa parodie de l'Histoire de la décadence et de la chute de l'Empire romain d'Edward Gibbon,.
Le 18 avril, Keeler est victime d'une attaque chez une amie. Elle accuse Gordon, qui est arrêté. D'après Knightley et Kennedy, la police lui aurait proposé d'abandonner les charges s'il acceptait de témoigner contre Ward, mais il aurait refusé. Quoi qu'il en soit, les affaires de l'ostéopathe souffrent fortement de l'enquête dont il est l'objet. Le 7 mai, il rencontre le secrétaire personnel de Macmillan, Timothy Bligh, pour lui demander de mettre un terme à l'enquête. Il indique avoir couvert Profumo et signale que sa déclaration devant la Chambre était mensongère. Bligh prend des notes, mais n'agit pas,. Le 19 mai, Ward écrit à Brooke pour lui faire la même requête, mais il se voit répondre que le secrétaire d'État ne peut pas interférer dans une enquête policière. Ward offre alors des détails à la presse, mais aucun journal n'est prêt à publier son histoire. Il va jusqu'à écrire à Wilson, qui montre sa lettre à Macmillan. Après en avoir parlé à Roger Hollis, le Premier ministre s'inquiète assez pour demander au lord grand chancelier, Reginald Manningham-Buller (en) de mener l'enquête sur d'éventuelles fuites.
Le 31 mai, au début du congé parlementaire de Pentecôte, les Profumo prennent l'avion pour de courtes vacances à Venise. Arrivés à leur hôtel, ils reçoivent un message leur intimant de rentrer au pays dès que possible. Croyant avoir été démasqué, Profumo révèle tout à sa femme et ils décident de retourner immédiatement à Londres. Le 4 juin, Profumo avoue tout à Bligh et démissionne du gouvernement et du Parlement. Le secrétaire informe Macmillan, alors en vacances en Écosse, par téléphone. La démission de Profumo est rendue publique le 5, avec la publication des lettres échangées par Profumo et Macmillan,. The Times décrit les mensonges de Profumo comme « une grande tragédie pour la probité de la vie publique en Grande-Bretagne », tandis que le Daily Mail considère sa disgrâce comme le prix à payer pour les célébrités dont l'intégrité n'est pas au niveau attendu d'elles. Le Daily Mirror suggère que d'autres révélations sont à attendre.

### Rétribution
Le 5 juin voit également s'ouvrir le procès de Gordon. Il maintient que son innocence peut être établie par deux témoins dont la police affirme qu'ils sont introuvables. Deux jours plus tard, il est reconnu coupable, principalement grâce au témoignage de Keeler, et condamné à trois ans de prison. Le 8, Ward est arrêté et inculpé pour immoralité. Le lendemain, les journaux s'en donnent à cœur joie, n'ayant plus à craindre un procès en diffamation de Profumo. News of the World publie un article intitulé « The Confessions of Christine » qui cimente dans l'opinion publique l'image de Ward comme prédateur sexuel et probable pantin de l'URSS. Le Sunday Mirror (ex-Sunday Pictorial) n'est pas en reste en publiant la lettre « Darling » écrite par Profumo. Dans l'attente du débat à la Chambre sur la démission de Profumo, prévu pour le 17 juin, The Spectator décrit la position du Premier ministre comme « un dilemme insoutenable dont il ne peut sortir qu'en apparaissant épouvantablement naïf, épouvantablement incompétent ou épouvantablement menteur… ou les trois à la fois ». La presse spécule également sur d'éventuelles démissions au sein du cabinet et plusieurs ministres se sentent obligés de prouver leur loyauté. Quintin Hogg, qui occupe les postes de lord président du Conseil et leader de la Chambre des lords, accorde un entretien à la BBC le 13 juin dans lequel il s'en prend très violemment à Profumo et proclame que « un grand parti ne saurait être abattu par une aventure sordide entre une femme de petite vertu et un menteur avéré ».
Lors du débat du 17 juin, Wilson concentre ses attaques sur la légèreté du Premier ministre et de ses collègues, incapables de prendre conscience du danger causé par les liens entre Profumo et l'entourage de Ward. Macmillan répond qu'il ne devrait pas être jugé coupable d'avoir cru un collègue qui proclamait son innocence. Il rappelle les fausses accusations portées contre Tam Galbraith et signale que les services secrets ne lui ont pas communiqué toutes les informations dont ils disposaient. Le caractère sexuel du scandale est ouvertement abordé lors du débat : Keeler est tour à tour qualifiée de « prostituée professionnelle », « pute » (whore, tart) ou encore de « pauvre petite garce » (poor little slut),. Ward est décrit de bout en bout comme un probable agent soviétique, un député conservateur n'hésitant pas à utiliser le mot de trahison. Quelles que soient leurs réserves, la plupart des conservateurs restent fidèles à Macmillan, Nigel Birch étant le seul à réclamer violemment sa démission,. Lors du vote de confiance sur le traitement de l'affaire Profumo par le gouvernement, il se trouve tout de même 27 députés conservateurs pour s'abstenir, ce qui réduit la majorité gouvernementale à 69 voix. La majeure partie de la presse considère que l'ampleur de ces défections est significative et plusieurs journaux prédisent déjà la démission de Macmillan,.
Après le débat, de nombreux articles sensationnalistes paraissent dans les journaux et donnent l'impression que le stupre et la luxure sont monnaie courante dans la classe gouvernante britannique. Une rumeur lancée par Mandy Rice-Davies évoque un homme masqué jouant le rôle de serveur lors de parties fines. Il est tour à tour identifié à un membre du cabinet ou de la famille royale. Malcolm Muggeridge signe dans le Sunday Mirror un article intitulé « La mort lente et inéluctable des classes supérieures ». Le 21 juin, Macmillan demande au juge Alfred Denning, le Master of the Rolls, d'enquêter sur ces rumeurs et de produire un rapport. L'audience préliminaire de Ward commence une semaine plus tard au tribunal de Marylebone. Les preuves réunies par la Couronne sont présentées à la presse. Accusé de proxénétisme, l'ostéopathe est libéré sur caution.
L'affaire Ward étant dès lors sub judice, la presse se tourne vers d'autres sujets. The People rapporte que Scotland Yard enquête sur des pratiques homosexuelles et dépravées parmi les fonctionnaires, les officiers de l'armée et les députés. Sous un gros titre « Le prince Philip et le scandale Profumo », le Daily Mirror dément la « rumeur infâme » selon laquelle le mari de la reine Élisabeth aurait été lié à l'affaire, sans pour autant expliquer en quoi consiste exactement cette rumeur,.

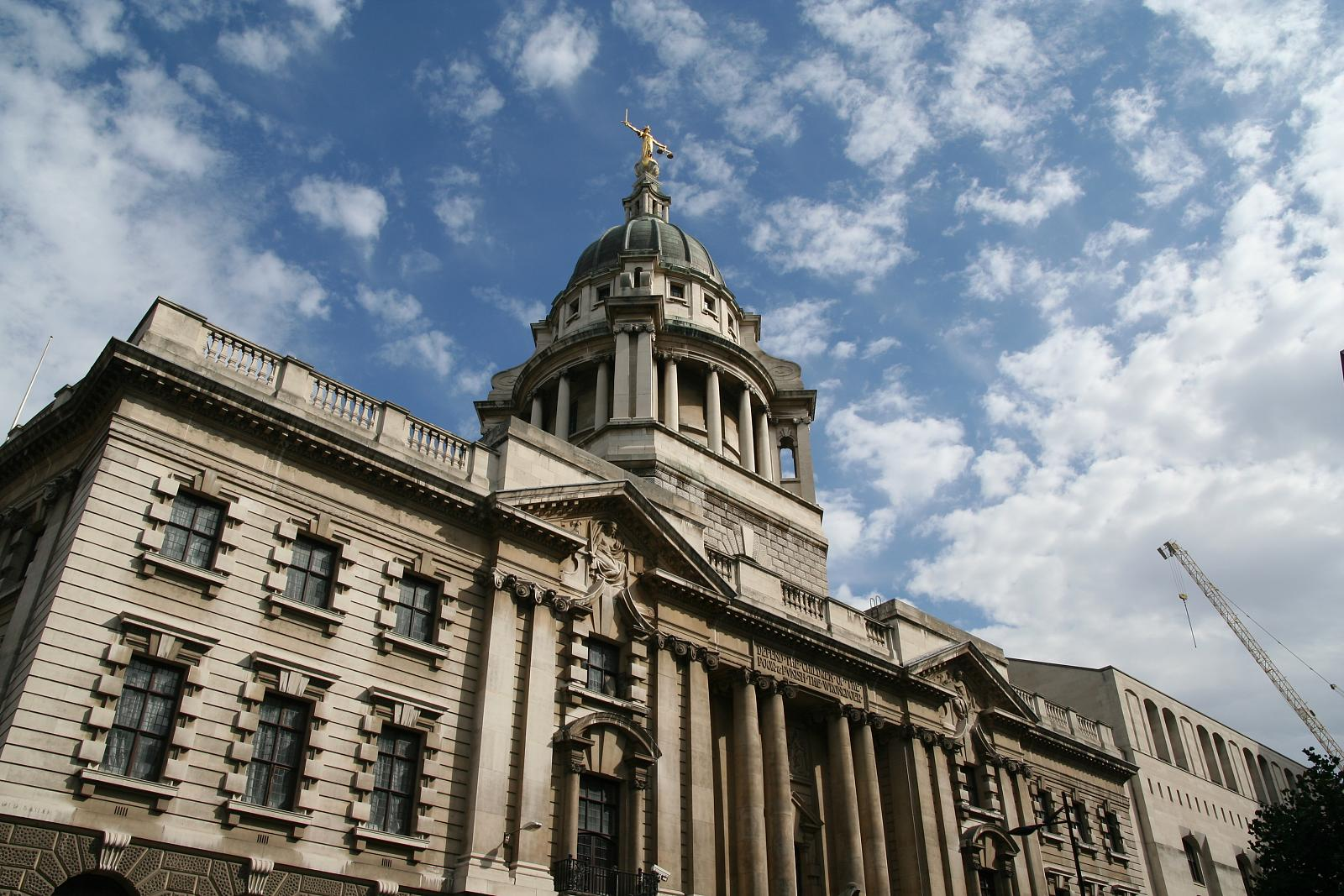
Old Bailey, le théâtre du procès de Stephen Ward.

Le procès de Ward s'ouvre le 28 juillet à Old Bailey. Il est accusé d'avoir profité financièrement de Keeler, Rice-Davies et deux autres prostituées, et d'avoir permis à des mineures de 21 ans d'avoir des relations sexuelles avec d'autres personnes. L'accusation repose principalement sur les cas de Keeler et Rice-Davies et tente d'établir que leurs petites contributions aux dépenses quotidiennes ou leurs remboursements d'emprunts faits auprès de Ward correspondent au chef d'accusation de proxénétisme, alors que les revenus annuels qu'il tire de son cabinet d'ostéopathie et de ses portraits s'élèvent à environ 5 500 £, une somme considérable pour l'époque. Dans sa réquisition et dans ses interrogatoires des témoins, le procureur Mervyn Griffith-Jones (en) dépeint Ward comme l'incarnation des « tréfonds de la luxure et de la dépravation ». Le juge Archie Marshall (en) est tout aussi hostile à l'accusé et souligne que ses prétendus amis de la haute société ne se bousculent pas pour prendre sa défense. Vers la fin du procès, l'information circule que la condamnation de Gordon a été cassée, mais Marshall n'informe pas le jury que cette cassation est due au fait que les témoins en faveur de Gordon se sont manifestés et ont déclaré que Keeler avait produit un faux témoignage contre lui.
Le soir du 30 juillet, après avoir écouté le résumé accablant de Marshall, Ward prend une surdose de somnifères et doit être conduit à l'hôpital. Il est reconnu coupable in absentia le lendemain pour les charges concernant Keeler et Rice-Davies, mais acquitté pour les autres. Sa sentence est repoussée jusqu'à son rétablissement, mais il meurt le 3 août sans avoir repris connaissance.

## Suites
Le rapport du juge Denning est édité le 26 septembre 1963. Le public, qui l'attend avec impatience, se jette dessus : 4 000 exemplaires s'écoulent en l'espace d'une heure et plus de 100 000 au cours des quelques jours qui suivent,. Sa conclusion est qu'aucune fuite n'a eu lieu à cause de l'affaire Profumo et que le comportement des services secrets et des membres du gouvernement a été approprié. Si Profumo s'est montré coupable d'« imprudence », sa loyauté ne peut être remise en question. Denning annonce par ailleurs n'avoir trouvé aucune preuve de l'implication de ministres dans les scandales liés, comme celui de « l'homme au masque ». D'après lui, le principal responsable est Ward, un homme « parfaitement immoral » dont les activités diplomatiques étaient « inadaptées et maladroites ». Si The Spectator considère que la parution du rapport marque la fin de l'affaire, son contenu déçoit de nombreux observateurs. Le journaliste politique Wayland Young estime qu'il ne répond pas à toutes les questions et que le raisonnement pèche par endroits. Un demi-siècle plus tard, l'écrivain Richard Davenport-Hines (en) décrit le rapport Denning comme un texte bâclé, honteux et salace.
Après la parution du rapport Denning, Harold Macmillan annonce contre toute attente qu'il compte rester au pouvoir. Cependant, il tombe malade en octobre, à la veille du début de la conférence annuelle du Parti conservateur. Bien que sa vie ne soit pas en danger, il est persuadé qu'il est atteint d'un cancer et décide de démissionner. Son ministre des affaires étrangères Alec Douglas-Home lui succède à la tête du gouvernement. Les élections générales d'octobre 1964 se soldent par une victoire serrée des travaillistes et Harold Wilson devient Premier ministre. Avec le recul, les observateurs considèrent que l'affaire Profumo a entraîné un changement fondamental et permanent des relations entre la classe politique et la presse. Pour Davenport-Hines, elle a aussi contribué à éroder la tradition britannique de déférence à l'autorité.

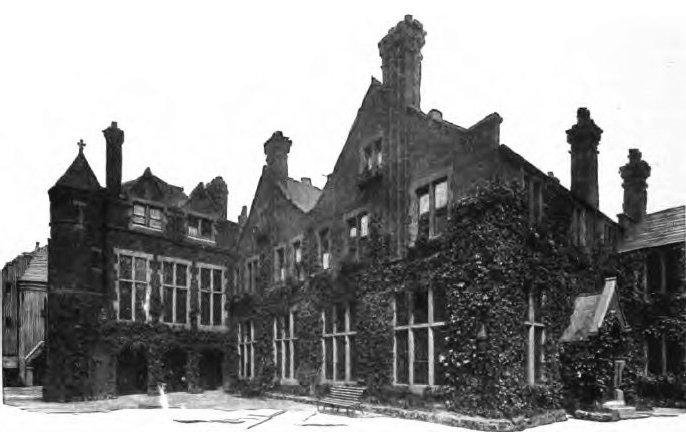
Toynbee Hall en 1902.

Après avoir exprimé ses « profonds remords » au Premier ministre, aux électeurs de sa circonscription et au Parti conservateur, John Profumo se retire de la vie publique. En avril 1964, il commence à travailler comme bénévole à Toynbee Hall, une association de Spitalfields qui vient en aide aux habitants les plus défavorisés de l'East End de Londres. Il s'occupe d'abord de tâches ménagères, mais il s'élève progressivement dans la hiérarchie de l'association, contribue à ses levées de fonds et finit par en devenir le président. Pour ses œuvres caritatives, il est nommé compagnon de l'ordre de l'Empire britannique en 1975. Margaret Thatcher le décrit par la suite comme un héros national et il fait partie des invités à son 80e anniversaire en 2005. Son mariage avec Valerie Hobson dure jusqu'à sa mort à elle, le 13 novembre 1998. John Profumo meurt à l'âge de 91 ans le 9 mars 2006.

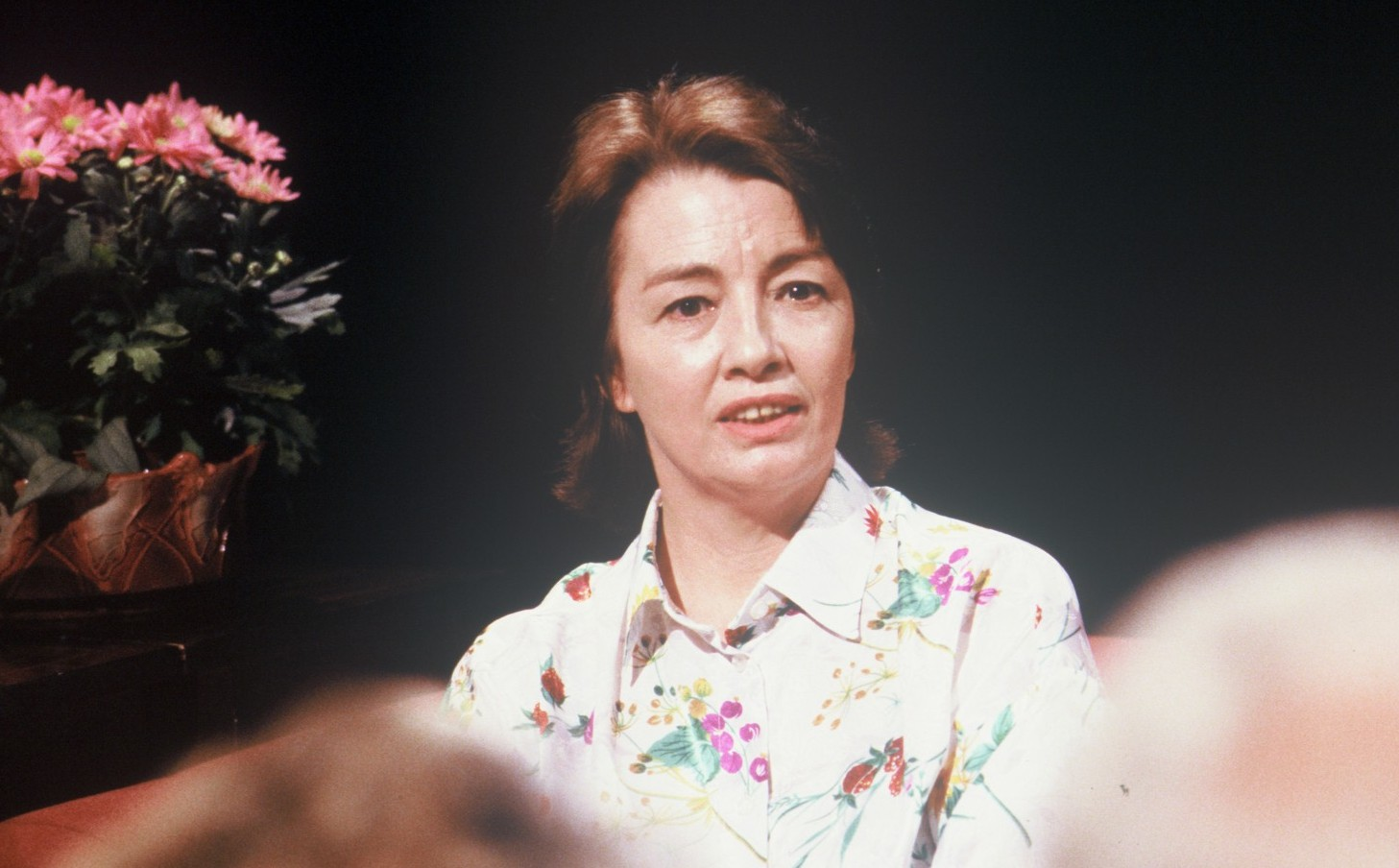
Christine Keeler en 1988.

En décembre 1963, Christine Keeler plaide coupable de parjure pour sa fausse déclaration au procès de Gordon. Elle est condamnée à neuf mois de prison, peine dont elle effectue la moitié avant d'être libérée. Après deux mariages éphémères dont chacun produit un enfant, elle vit seule du milieu des années 1990 jusqu'à sa mort, le 4 décembre 2017, à l'âge de 75 ans. La majeure partie de l'argent que lui rapportent ses déclarations à la presse est englouti par ses frais d'avocat. Au cours des décennies qui suivent l'affaire Profumo, elle en donne plusieurs récits contradictoires dans lesquels Ward apparaît comme un gentleman et l'amour de sa vie ou bien comme un espion soviétique dont l'infâmie est digne des Cinq de Cambridge. Elle affirme également être tombée enceinte de Profumo et avoir dû subir un avortement douloureux,. Mandy Rice-Davies rencontre davantage de succès en tant que femme d'affaires et propriétaire de boîte de nuit, et s'essaie également au cinéma et à l'écriture. Mariée à trois reprises, elle décrit sa vie après l'affaire comme « une longue descente vers la respectabilité ». Elle meurt le 18 décembre 2014 à l'âge de 70 ans.
Le rôle de Ward au nom du MI5 est confirmé en 1982 lorsque The Sunday Times identifie son ancien contact « Woods ». Bien que Denning ait toujours affirmé que son procès était juste et équitable, la plupart des observateurs le considèrent comme très problématique, Davenport-Hines allant jusqu'à parler d'« injustice historique » et de vengeance politique. Le défenseur des droits de l'homme Geoffrey Robertson s'efforce d'obtenir la réouverture du dossier en arguant de sa précipitation, du manque de preuves et du résumé biaisé du juge. Le cas est soumis en décembre 2013 à la Criminal Cases Review Commission, une autorité administrative chargée d'examiner les éventuelles erreurs judiciaires. La commission annonce en septembre 2017 sa décision de ne pas renvoyer l'affaire devant la Cour d'appel d'Angleterre et du pays de Galles.
Après son rappel en janvier 1963, Ivanov disparaît pendant plusieurs décennies. Ses mémoires, The Naked Spy, sont publiés par épisodes dans The Sunday Times en 1992. Lorsque les avocats de Profumo remettent en question son récit, l'éditeur retire les passages litigieux. Keeler affirme avoir rencontré Ivanov à Moscou en 1993. Il meurt l'année suivante à l'âge de 68 ans. Dans son histoire des services secrets soviétiques parue en 2015, l'historien Jonathan Haslam (en) affirme qu'Ivanov et Profumo étaient plus proches qu'on ne le pensait jusqu'alors. D'après lui, Ivanov se serait rendu à plusieurs reprises au domicile du secrétaire d'État et aurait eu l'occasion de prendre des photos de documents classés secret défense mais laissés sans surveillance dans son bureau.
Le vicomte Astor est profondément bouleversé de se retrouver impliqué dans une enquête policière, ainsi que par l'ostracisme dont il est l'objet après le procès de Ward. Après sa mort, en 1966, le domaine de Cliveden est vendu à l'université Stanford. Il devient par la suite un hôtel de luxe. Le magnat de l'immobilier Peter Rachman, dont le nom a ressurgi pendant l'affaire en tant que partenaire de Keeler et Rice-Davies, est dénoncé après sa mort en 1962 pour ses pratiques frauduleuses. Le nom Rachmanism entre dans la langue anglaise pour décrire les marchands de sommeil.

## Dans les arts et la culture populaire

### Filmographie

#### Cinéma
- 1989 : Scandal avec Ian McKellen dans le rôle de John Profumo, Joanne Whalley dans celui de Christine Keeler et John Hurt dans celui de Stephen Ward.

#### Télévision

##### Série
- 2017 : « L'Homme mystère », dernier épisode de la saison 2 de la série télévisée américaine The Crown ;
- 2019 : la mini-série britannique The Trial of Christine Keeler avec Sophie Cookson dans le rôle de Keeler, James Norton dans celui de Ward et Ben Miles dans celui de Profumo.

### Musique
- 2013 : la comédie musicale d'Andrew Lloyd Webber Stephen Ward.